# Championnat d'Italie de football de deuxième division 2005-2006
Le championnat d'Italie Serie B 2005-2006 a vu le sacre de l'Atalanta Bergame.

## À l'issue de la saison
- L'Atalanta Bergame et le Calcio Catane sont directement promus en Serie A. Le Torino Football Club est lui aussi promu en Serie A, à l'issue des barrages.
- Le Ternana Calcio, l'US Cremonese et l'US Catanzaro sont directement relégués en Serie C1. À l'issue des barrages, c'est l'US Avellino qui se voit également relégué en 3e division.

## Meilleurs buteurs
| # |               | Joueur             | Club             | Buts |
| - | ------------- | ------------------ | ---------------- | ---- |
| 1 | Italie        | Christian Bucchi   | Modène FC        | 29   |
| 2 | Italie        | Claudio Bellucci   | Bologne FC 1909  | 25   |
| 3 | Italie        | Gionatha Spinesi   | Calcio Catane    | 23   |
| 4 | Italie        | Daniele Cacia      | Piacenza Calcio  | 18   |
| 5 | Lituanie      | Tomas Danilevičius | US Avellino      | 17   |
| - | Italie        | Emiliano Salvetti  | AC Cesena        | 17   |
| 7 | Italie        | Marco Carparelli   | US Cremonese     | 15   |
| - | Italie        | Nicola Ventola     | Atalanta Bergame | 15   |
| - | Brésil        | Adaílton           | Hellas Vérone    | 15   |
| - | Liechtenstein | Mario Frick        | Ternana Calcio   | 15   |